# Sindrome fatale
Sindrome fatale (Toxin) è un thriller medico pubblicato nel 1998 dallo scrittore statunitense Robin Cook.
Il libro è stato tradotto in slovacco, ungherese, olandese, tedesco, croato, spagnolo, italiano e numerose altre lingue.

## Trama
Kim Reggis è un cardiochirurgo che non solo ha divorziato da poco, ma ha anche perso la posizione di primario del proprio reparto. E i suoi guai non finiscono qui, perché la figlioletta Becky viene colpita da una grave intossicazione alimentare. 
L'inesorabile progredire della sindrome, che porta alla morte Becky a causa del batterio E. coli, lo spinge a un'indagine dagli esiti agghiaccianti.
L'industria della carne e l'organismo statale preposto al controllo risultano infatti legati da una segreta complicità ai danni dei consumatori e chi volesse far luce su questa sporca faccenda potrebbe rimetterci la vita.

## Edizioni in italiano
- Robin Cook, Sindrome fatale, trad. di Linda De Angelis, Milano: Sperling & Kupfer, 1999